# Järnvägsvagn

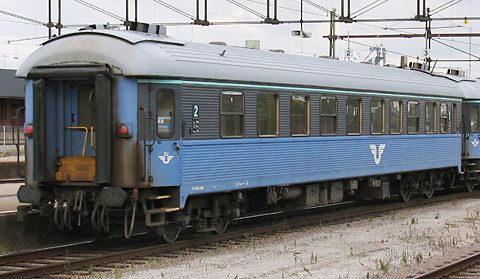
Personvagn

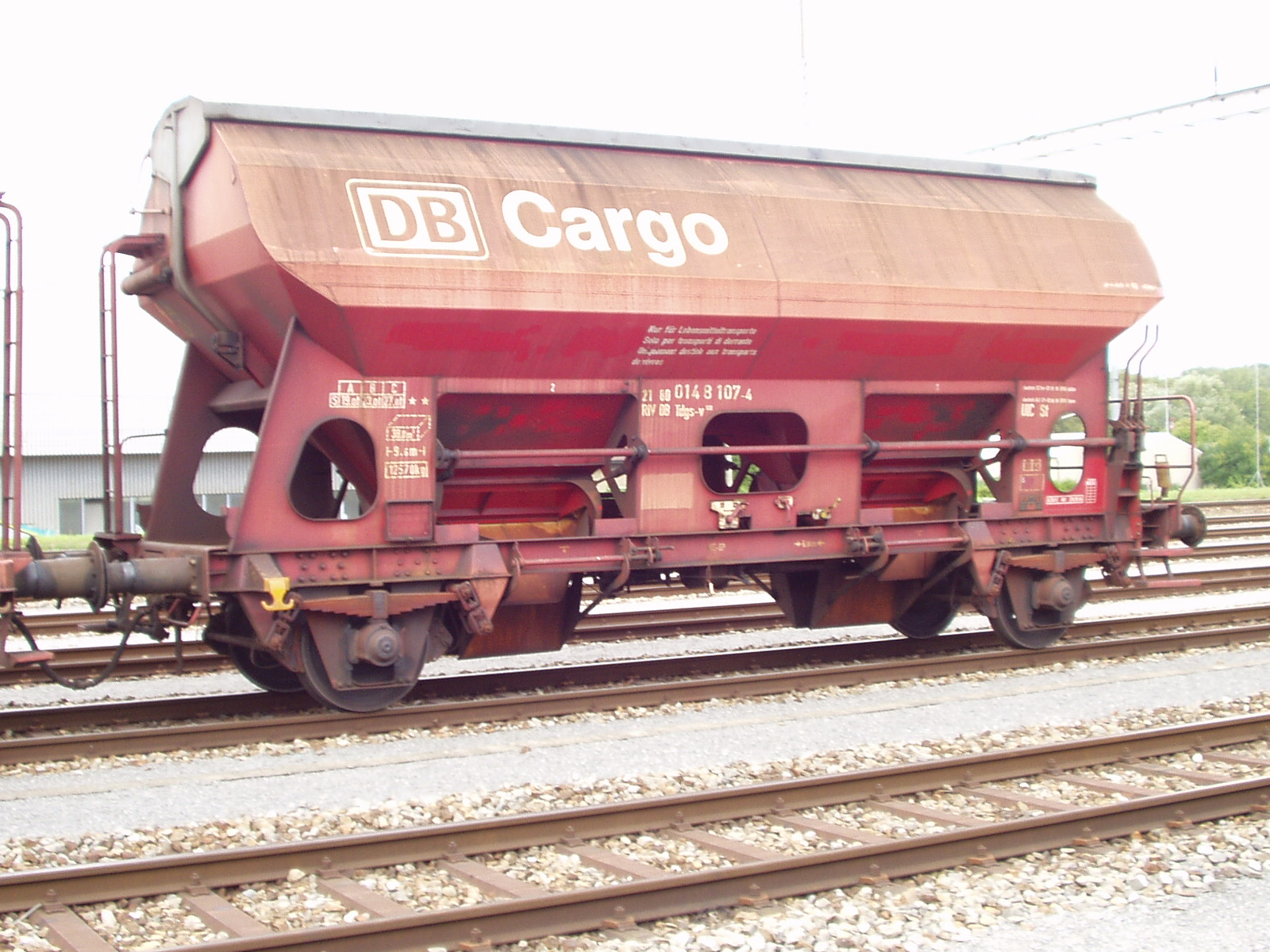
Godsvagn

En järnvägsvagn är ett fordon avsett att röra sig på en järnväg, för befordran av personer, djur och gods av olika slag. De två vanligaste typerna av järnvägsvagnar är personvagnar och godsvagnar. Järnvägsvagnar har normalt en klassificering kallat littera eller typbeteckning som är baserad på olika egenskaper och användningsområden.